# Françoise d'Orléans-Longueville (1549-1601)
Françoise d'Orléans-Longueville, princesse de Condé (née à Châteaudun le 5 avril 1549 - morte à Paris le 11 juin 1601) fut la seconde épouse du prince Louis Ier de Bourbon-Condé, chef protestant pendant les guerres de religion.

## Biographie
Mademoiselle de Longueville, fille du marquis François d’Orléans-Longueville et de Jacqueline de Rohan-Gyé, naquit près de six mois après la mort de son père, survenue le 25 octobre 1548. Elle était la sœur cadette de Léonor, duc de Longueville et d'Estouteville et prince du sang (1540-1573). Ce dernier épousa en 1563 Marie II de Saint-Pol (1539-1601), avec qui il eut, entre autres, Henri d'Orléans, duc de Longueville. Le cousin de Françoise, François III de Longueville, était le demi-frère utérin de Marie Ire d'Écosse. Sa tante maternelle, Claude de Thoury de Rohan-Gié, fut l'une des maîtresses du roi François Ier. 
Le 8 novembre 1565, elle épouse au château de Vendôme le prince de Condé Louis de Bourbon, chef protestant et oncle du futur Henri IV, veuf d'Éléonore de Roye et père de trois enfants. De son mariage, elle eut trois enfants : 
- Charles de Bourbon, comte de Soissons (né le 3 novembre 1566 à Nogent-le-Rotrou - 1er novembre 1612)
- Louis de Bourbon (1567-1569)
- Benjamin de Bourbon (1569-1573)

Au commencement de la troisième guerre de religion, Françoise se réfugie à La Rochelle avec sa famille auprès de la reine de Navarre Jeanne d'Albret. Son époux, qui commande l'armée protestante, est tué au combat le 13 mars 1569, lors de la Bataille de Jarnac qui vit la défaite des Huguenots devant l'armée royale. 
Après la guerre, elle se rapproche de la cour et du cardinal de Bourbon. Elle vit à Blandy et prend progressivement ses distances avec le protestantisme. C'est chez elle qu'ont lieu les noces de son beau-fils Henri Ier de Bourbon-Condé avec Marie de Clèves durant l'été 1572. Après le massacre de la Saint-Barthélemy, elle se convertit au catholicisme sans opposer de résistance et partage sa vie entre la cour et son château de Blandy.
Elle meurt le 11 juin 1601 à Paris et est inhumée dans l'église de la chartreuse Notre-Dame de Bonne-Espérance, proche de Gaillon.

## Titres
- le 5 avril 1549 - 8 novembre 1565 : Mademoiselle de Longueville
- 8 novembre 1565 - 13 mars 1569 : Son Altesse Sérénissime Madame la princesse de Condé, princesse du sang
- 13 mars 1569 - 11 juin 1601 : Son Altesse Sérénissime Madame la princesse de Condé douairière, princesse du sang

### Sources
- Mark Strage, Women of Power – The life and times of Catherine de Médicis, Harcourt Brace Jovanovich, 1976, 368 p. (ISBN 0-15-198370-4)
- R. P. Anselme, Histoire généalogique et chronologique de la maison royale de France, des pairs, grands officiers de la couronne et de la maison du roy et des anciens barons du royaume, Paris, la compagnie des libraires, 1726-1733, 9 vol. in-folio